# 384.
◄ | 3. stoljeće | 4. stoljeće | 5. stoljeće | ►
◄ | 350-ih | 360-ih | 370-ih | 380-ih | 390-ih | 400-ih | 410-ih | ►
◄◄ | ◄ | 381. | 382. | 383. | 384. | 385. | 386. | 387. | ► | ►►
Astronomija • Književnost • Kršćanstvo

## Smrti
- 22. ožujka – Lea Rimska, plemkinja i mučenica
- 11. prosinca – Damaz I., papa

## Vanjske poveznice
|  | Zajednički poslužitelj ima još gradiva o temi 384. |